# Królewskie wesele
Królewskie wesele – film muzyczny z 1951 roku znany głównie ze sceny, w której Fred Astaire pokonuje grawitację i tańczy zarówno na podłodze, ścianach i suficie. Akcja filmu toczy się w 1947 roku, w czasie ślubu księżniczki Elżbiety i księcia Filipa.
W filmie Fred Astaire i Jane Powell wykonali piosenkę o najdłuższym tytule: „Jak mogłaś mi uwierzyć, kiedy mówiłem, że cię kocham, jeżeli wiesz, że całe życie byłem kłamcą” (ang. How Could You Belive Me When I Said I Loved You When You Know I`ve Been A Liar All My Life).